# 116 км (колійний пост, Південна залізниця)
116 кіломе́тр — залізничний пасажирський колійний пост Харківської дирекції Південної залізниці.
Розташований у селищі Вільне, Сахновщинський район, Харківської області на лінії Красноград — Лозова між станціями Сахновщина (13 км) та Кегичівка (7 км).
Станом на травень 2019 року щодоби п'ять пар приміських електропоїздів здійснюють перевезення за маршрутом Полтава-Південна — Лозова.